# Contea di Sclafani
La Contea di Sclafani (in latino Comitatus Sclafanus, in spagnolo Condado de Esclafana) è stata un antico feudo siciliano, originatosi nel XII secolo e smembrato in vari possedimenti nel XVI. Comprendeva gli attuali comuni di Aliminusa, Sclafani Bagni e Valledolmo, in provincia di Palermo.

## Territorio
La Contea di Sclafani comprendeva i seguenti feudi: Cassaro, Castelluzzi, Cifiliana, Cocchiara, Fontana Murata, Pietra, Carpinello, Coscacino, Gurgo, Joannello, Larminusa, Mandrianuova delli Grutti, Miano, Regaliali, Regalminusa, Rovittello, San Lorenzo, Sicchecchi, Tavernola, Val di Tratta, Vacco, Vaccotto, Valle dell'Ulmo, Xarria.

## Storia
Alla fine dell'XI secolo, durante la guerra di liberazione della Sicilia dall'occupazione islamica, l'antico castello greco di Ambica, nel Val di Mazara, fu preso dai Normanni, e il conte Ruggero I di Sicilia lo assegnò in feudo al figlio naturale Giordano d'Altavilla. Morto questi senza eredi nel 1092, il feudo passò alla figlia del Gran Conte, Matilde, sposata al conte Rainulfo di Alife. Da costoro nacque Adelasia, che possedette una vasta signoria comprendente numerosi feudi nelle Madonie e nella parte centrale della Sicilia.
Nella prima metà del XII secolo, il castello risulta essere in possesso di Goffredo di Montescaglioso. Nel 1155, il Montescaglioso, ribelle al re Guglielmo I di Sicilia, fu privato di tutti i suoi beni, e il castello fu successivamente assegnato ad un cavaliere lombardo di origine alemanna, Giovanni Sclafani, che divenne signore e dal cui cognome trasse origine la sua nuova denominazione. Il Sovrano normanno concedette il castello allo Sclafani per i suoi servigi e per avergli salvato la vita nella congiura di Matteo Bonello. L'erudito lentinese Filadelfo Mugnos, nella terza parte della sua opera Teatro genologico delle famiglie nobili, titolate, feudatarie ed antiche nobili del fidelissimo regno di Sicilia viventi ed estinte del 1647, sostiene che nel sito occupato dall'odierno comune di Sclafani esistesse un castello detto Megerio, divenuto Sclafani, ma non esiste nessun documento o testo storico che ne attesti l'esistenza storica. Secondo altre fonti invece, lo Sclafani avrebbe preso il nome dalla stessa fortezza di cui divenne signore, denominata Aesculapii fanum, dal nome di un tempio che vi sorgeva dedicato al dio greco Esculapio.
La signoria di Sclafani, in epoca angioina era uno dei centri più grossi delle Madonie, che contava nel 1277 una popolazione di 800 abitanti, ed una consistente produzione frumentaria, ma subì una forte flessione demografica nella seconda metà del XIV secolo. Nel 1330, con la signoria di Matteo Sclafani Termine, figlio di Giovanni Antonio, la terra e il castello di Sclafani furono elevate a contea per concessione fatta dal re Federico III di Sicilia. Il nome di Matteo si lega a Sclafani sia per l'espansione urbanistica della cittadina che per la costruzione della cinta muraria ed il potenziamento del castello, realizzati per il rinforzo delle preesistenti difese dell'abitato. Nel 1333, il Conte Matteo comprò il feudo e il casale di Rachalminusa da Giovanni Fisaula, figlio di Gualtiero, che vendette per 550 onze, con atto in Giovanni di Siracusa.
Il Conte Sclafani morì nel 1354, senza lasciare discendenza maschile, e a seguito di ciò sorse una lunga vertenza giudiziaria che oppose i Peralta e i Moncada, che si contendevano l'eredità. La primogenita Margherita era moglie di Guglielmo Raimondo Moncada Alagona, conte di Agosta, la secondogenita Luisa era moglie di Guglielmo Raimondo Peralta Castro, conte di Caltabellotta. La lite si trascinò per quasi quarant'anni senza che il debole potere centrale riesca a risolvere i contrasti fra i coeredi che a lungo vissero una pericolosa condizione di tensione. Nel 1392, la Contea di Sclafani pervenne a Nicola Peralta d'Aragona, ma questi, accusato di fellonia dal re Martino I di Sicilia, ebbe confiscati tutti i suoi beni, e nel 1393, andò in possesso di Guglielmo Raimondo Moncada Peralta, marchese di Malta e Gozo. Lo stesso Moncada, nel 1396 fu a sua volta accusato di fellonia ed ebbe tutti i beni confiscati da Re Martino, e la Contea tornò nuovamente in possesso del Peralta, che aveva ottenuto la grazia dal sovrano aragonese. Il Peralta morì nel 1398, ed Elisabetta Chiaramonte Ventimiglia, sua vedova e tutrice delle figlie, permutò, per volere della corte reale, la Contea di Sclafani con il centro di Giuliana.
La Contea di Sclafani fu riabilitata con Enrico Rosso Chiaramonte, conte di Aidone, che nel 1408 comprò per 1.400 onze la terra e il castello di Sclafani da Giacomo di Prades, signore di Caccamo, su cui ottenne dal Re il titolo di conte. Il Rosso, che dalla consorte Barbara Arezzo non ebbe figli, per testamento designò erede il nipote Antonio Spadafora Rosso, figlio della sorella Beatrice, che antepose al suo il cognome materno una volta succedutogli alla sua morte, nel 1421.  Detto Antonio, prese l'investitura della Contea di Sclafani il 9 giugno 1442, essendo nuovo sovrano Alfonso V d'Aragona, e conferma e nuova investitura della terra, castello e contea il 5 luglio 1453. Tommaso Rosso Spadafora Porcu, figlio di Antonio, ed erede della Contea, premorì al padre nel 1457, e per testamento in data 20 ottobre 1459 dal notaio polizzano Francesco Notarbartolo, il Conte Antonio nominò erede la nipote Beatrice Rosso Spadafora Branciforte, attraverso la quale il feudo passò in dote ai De Luna. Beatrice sposò in prime nozze Carlo de Luna Cardona, conte di Caltabellotta, ed in seconde, dopo aver ottenuto l'annullamento del matrimonio nel 1474, il fratello minore Sigismondo, che secondo le disposizioni testamentarie del nonno divenne maritali nomine titolare della Contea di Sclafani nel 1477, oltre che della baronia di Caltavuturo. Nel 1480, morì Sigismondo, e tre anni più tardi la Rosso sposò il nobile catalano Gaspare de Spes, quest'ultimo investito del titolo di conte di Sclafani il 24 aprile 1483.
Nel 1519, la Contea di Sclafani passò in mano a Giovanni Vincenzo de Luna Rosso, figlio di Sigismondo e di Beatrice, per investitura ottenuta il 4 febbraio di quell'anno. I Luna, fregiatisi dal 1554 del titolo di Duchi di Bivona, conservarono il possesso della Contea fino al 1620, quando morì l'ultima discendente del casato, la duchessa Aloisia de Luna Vega, attraverso la quale passò in linea di successione ai Moncada dei Principi di Paternò. 
I Moncada di Paternò, il cui ramo principale si estinse in linea maschile con Ferdinando Moncada Aragona, VI principe di Paternò, morto nel 1713, persero la Contea di Sclafani e altri feudi ereditati dai Luna, poiché la sua unica figlia femmina, Teresa Caterina, erede universale di tutti i titoli e feudi di famiglia, sposò Giuseppe Alvarez de Toledo, duca di Ferrandina, e perciò lo Stato passò in dote alla Casa di Toledo. La Contea di Sclafani fu soppressa in conseguenza dell'abolizione del feudalesimo nel Regno di Sicilia, sancito dalla promulgazione della Costituzione siciliana del 1812, ed ultimo feudatario fu Francisco de Borja Álvarez de Toledo y Gonzaga, duca di Medina Sidonia.
Nel XXI secolo, per morte di Luisa Isabel Álvarez de Toledo y Maura, XXI duchessa di Medina Sidonia nel 2008, sposata con José Leoncio González de Gregorio y Martí, della famiglia dei conti di la Puebla de Valverde, il titolo viene trasmesso per linea di successione a quest'ultima dinastia.

## Cronotassi dei Conti di Sclafani

### Epoca feudale
I Contea di Sclafani
- Matteo Sclafani Termine (1330-1354)
- Nicola Peralta d'Aragona (1392-1393)
- Guglielmo Raimondo Moncada Peralta (1393-1396)
- Nicola Peralta d'Aragona (1396-1398)

II Contea di Sclafani
- Enrico Rosso Chiaramonte (1407-1421)
- Antonio Rosso Spadafora (1421-?)
- Beatrice Rosso Spadafora Branciforte (?-1477)
- Sigismondo de Luna Peralta (1477-1480)
- Beatrice Rosso Spadafora Branciforte (1480-1483)
- Gaspare de Spes (1483-1519)
- Giovanni Vincenzo de Luna Rosso (1519-1548)
- Pietro de Luna Salviati (1548-1575)
- Giovanni de Luna La Cerda (1575-1592)
- Aloisia de Luna Vega (1592-1620)
- Antonio d'Aragona Moncada (1620-1627)
- Luigi Guglielmo Moncada La Cerda (1627-1673)
- Ferdinando Moncada Aragona (1673-1713)
- Teresa Caterina Moncada d'Aragona Fajardo (1713-1727)
- Fadrique Vicente Álvarez de Toledo y Moncada (1727-1753)
- Antonio Alvarez de Toledo Perez (1753-1773)
- José María Alvarez de Toledo y Gonzaga (1773-1796)
- Francisco de Borja Álvarez de Toledo y Gonzaga (1796-1812)

### Epoca post-feudale
- Francisco de Borja Álvarez de Toledo y Gonzaga (1812-1821)
- Pedro de Alcántara Álvarez de Toledo y Palafox (1821-1867)
- José Joaquín Álvarez de Toledo y Silva (1867-1900)
- Alonso Álvarez de Toledo y Caro (1900-1902)
- Joaquín Álvarez de Toledo y Caro (1902-1915)
- Joaquín Álvarez de Toledo y Caro (1915-1955)
- Luisa Isabel Álvarez de Toledo y Maura (1955-2008)
- Leoncio Alonso González de Gregorio y Álvarez de Toledo (2008-)